# Nie Weiping
Pour les articles homonymes, voir Weiping.
Nie Weiping (聶衛平 ; 聂卫平 ; pinyin : Niè Wèipíng), né le 17 août 1952 en Chine, est un joueur de go professionnel.

## Biographie
Nie Weiping est un joueur de go professionnel en Chine. Il a gagné de nombreux titres, mais il est devenu célèbre lors des supermatchs entre la Chine et le Japon, au cours desquels il a battu les meilleurs pros japonais de l'époque : Kobayashi Koichi, Kato Masao, Fujisawa Hideyuki, Kataoka Satoshi, Yamashiro Hiroshi, Sakai Takeshi, Takemiya Masaki, Otake Hideo, Yoda Norimoto et Awaji Shuzo. Cet exploit lui a valu une reconnaissance internationale, et il est considéré comme l'un des meilleurs joueurs mondiaux des années 1980. Il est marié à Kong Xiangming, et leur fils Ko Reibun est actuellement professionnel de go au Japon, à la Nihon Ki-in. Chang Hao, Wang Lei et Gu Li ont été ses élèves.

## Titres
| Titre                           | Années                        |
| ------------------------------- | ----------------------------- |
| Titres nationaux                | 18                            |
| Tianyuan                        | 1991, 1992                    |
| Coupe CCTV                      | 1993, 1997                    |
| National Go Individual          | 1975, 1977 - 1979, 1981, 1983 |
| New Sports Cup                  | 1979 - 1983, 1988 - 1990      |
| Qiwang                          | 1995                          |
| Titres internationaux           | 1                             |
| Tengen Chine-Japon              | 1992                          |
| Titres internationaux (amateur) | 1                             |
| Champion du monde amateur       | 1979                          |